# Paraleptophlebia submarginata
Paraleptophlebia submarginata ist eine Insekten-Art aus der Ordnung der Eintagsfliegen (Ephemeroptera).

## Merkmale der Larve
Der Körper ist nicht abgeflacht, bis zu 12 Millimeter lang, graubraun gefärbt und weist auf dem Rücken eine deutliche Zeichnung auf. Der Kopf steht im Verhältnis zu Körperachse senkrecht. Die Augen liegen seitlich am Kopf. Die Beine weisen keinen Haarsaum auf. Es sind 7 Paare Tracheenkiemen vorhanden. Die Kiemen setzen sich jeweils aus zwei schlanken, gleich langen und spitz auslaufenden Blättchen zusammen. Die Schwanzfäden weisen auf beiden Seiten kurze Borsten auf und sind gut erkennbar sehr viel länger als der Körper.

## Vorkommen und Lebensweise
Die Art kommt in ganz Europa vor. Lebensraum der Larven sind Flüsse und Bäche mit Steingrund. Die Larven gehören zum Kriechtyp. Sie halten sich oftmals im Moosrasen von Steinen auf. Ihre Nahrung besteht aus pflanzlichem Detritus und Pflanzen. Die Generationsdauer beträgt ein Jahr. Die Flugzeit der Imagines reicht von April bis August. Subimagines leben ungefähr 20 Stunden, Imagines bis 3 Tage.

## Belege
- Herbert W. Ludwig: Tiere und Pflanzen unserer Gewässer. BLV Verlagsgesellschaft, München 2003, ISBN 3-405-16487-7, S. 170.